# Lucile Wheeler
Lucile Wheeler, född 14 januari 1935 i Québec, är en kanadensisk före detta alpin skidåkare.
Wheeler blev olympisk bronsmedaljör i störtlopp vid vinterspelen 1956 i Cortina d'Ampezzo.